# Chancel Massa
Chancel Massa (24 de janeiro de 1985) é um futebolista profissional congolês que atua como goleiro.

## Carreira
Chancel Massa representou o elenco da Seleção Congolesa de Futebol no Campeonato Africano das Nações de 2015.